# Lacinipolia fletcheri
Lacinipolia fletcheri là một loài bướm đêm trong họ Noctuidae.